# مايكروسوفت إكسل
مايكروسوفت أوفيس إكسل (بالإنجليزية: Microsoft Office Excel)‏ هو برنامج يستخدم لإنشاء جداول البيانات، القوائم، الميزانيات، والرسوم البيانية. اكسل مفيد لمعالجة البيانات وقد يستخدم للقيام بعمليات حسابية متقدمة. تم تصميم البرنامج عن طريق شركة مايكروسوفت ويعتبر من أكثر البرامج استخداماً على مستوى العالم ويزيد عدد مستخدميه عن 750 مليون مستخدم حول العالم. وتسمى جداول البيانات في اكسل بكتاب عمل workbook كل كتاب عمل يتكون من صفحة worksheet أو أكثر وكل صفحة تتكون من أعمدة Columns وصفوف Rows، والتي تتقاطع لتشكيل خلايا Cells. «الصورة بالادنى توضح تكوين صفحه الاكسل»
في عام 1982 صدر تطبيق مايكروسوفت مكتب الأول تحت اسم " MULTIPLAN "، Microsoft " تم تغيير الاسم إلى Excel عند إطلاقه لماكنتوش في عام 1985.

## البرنامج
برنامج مايكروسوفت إكسل هو أحد برامج الجداول الإلكترونية والتي يمكنك أن تستعمله لإدارة البيانات وتحليلها وتخطيطها. والتي ظهرت في بداية الأمر كبرامج مالية ثم تطورت إلى برامج مالية ومحاسبية خاصة بأجراء الحسابات المالية كإعداد الرواتب والموازنات وغيرها. ومن هذه البرامج (Visicalus) وبرنامج (Lotus123) وأخيراً برنامج (Microsoft Excel).
ويُعرف الأكسل بأنه برنامج للجداول الإلكترونية يوفر أربع مزايا رئيسية:
1- كتاب العمل.
2- إجراء المهام الحسابية.
3- توفير ميزة قواعد البيانات.
4- إنشاء الرسوم البيانية.

### كتاب العمل
هو النوع الافتراضي من أنواع ملفات الإدخال وهو مجموعة من صفحات العمل حيث إن كل صفحة عمل عبارة عن جدول.

### صفحة العمل (ورقة العمل)
جدول إلكتروني لأكسل حيث أنها تتضمن العديد من الصفوف والأعمدة.

### الخلية
هي الوحدة الأساسية لتركيب صفحة العمل وهي ناتجة عن تقاطع الصف مع العمود ويتم إدخال كافة البيانات لصفحة العمل في هذه الخلايا.

### متطلبات تشغيل اكسل 2000
1- جهاز حاسب شخصي بمعالج بنتيوم 75MHZ على الأقل.
2- نظام تشغيل Windows 95 أو ما يليه.
3- ذاكرة عشوائية على الأقل 20 MB.
4- مساحة فارغة على القرص الصلب قدرها 146 MB على الأقل (تثبيت مكتمل).
5- مشغل أقراص مدمجة.
CD-ROM Drive- 6- شاشة VGA أو أعلى.
7- فأرة Mouse.
8- في حالة التعامل مع الشبكة الدولية Internet ستحتاج إلى مودم Modem 9600 Baud أو أعلى.

## واجهة التطبيق
يتألف ملف Microsoft Excel بعد تشغيله من ورقة عمل واحدة أو أكثر وكل ورقة عمل تتكون من 65536 صفاً مرقماً من (1-65536) و 256 عمود معنونة من (A-Z) تليها (AA-AZ) حتى (IV).
وتسمى منطقة التقاطع بين الصف والعمود بالخلية ويعرف وصف كل خلية (أسمها) استناداً إلى موقعها بالنسبة للصف والعمود. مثلاً يطلق على الخلية الأولى في ورقة العمل A1 والذي تليها B1 وهكذا.. حيث A هو اسم العمود والرقم 1 هو رقم الصف.
- مكونات شاشة إكسل Ms-Excel:

1- شريط العنوان.
2- شريط القوائم.
3- أشرطة الأدوات.
4- شريط الصيغة.
5- عناوين الأعمدة.
6- عناوين الصفوف.
7- أشرطة التمرير.
8- الخلايا.
9- شريط الحالة.

## حماية كلمة المرور
توفر حماية Microsoft Excel عدة أنواع من كلمات المرور:
    كلمة مرور لفتح ملف
    كلمة مرور لتعديل ملف
    كلمة مرور لإلغاء حماية ورقة العمل
    كلمة مرور لحماية المصنف
    كلمة مرور لحماية المصنف المشترك
يمكن إزالة جميع كلمات المرور باستثناء كلمة المرور لفتح مستند على الفور بغض النظر عن إصدار Microsoft Excel المستخدم لإنشاء المستند. تُستخدم هذه الأنواع من كلمات المرور بشكل أساسي للعمل المشترك على المستند. لا يتم تشفير مثل هذه المستندات المحمية بكلمة مرور، ويتم حفظ مصادر البيانات من كلمة مرور معينة في عنوان المستند. كلمة المرور لحماية المصنف  هي استثناء - عند تعيينها، يتم تشفير المستند بكلمة المرور القياسية "VelvetSweatshop"، ولكن نظرًا لأنه معروف للعموم، فإنه في الواقع لا يضيف أي حماية إضافية للمستند. النوع الوحيد من كلمة المرور الذي يمكن أن يمنع المنتهك من الوصول إلى المستند هو كلمة المرور لفتح المستند. تعتمد قوة التشفير لهذا النوع من الحماية بشدة على إصدار Microsoft Excel الذي تم استخدامه لإنشاء المستند.
في Microsoft Excel 95 والإصدارات السابقة، يتم تحويل كلمة المرور المراد فتحها إلى مفتاح 16 بت يمكن كسره على الفور. في Excel 97/2000، يتم تحويل كلمة المرور إلى مفتاح 40 بت، والذي يمكن أيضًا كسره بسرعة كبيرة باستخدام المعدات الحديثة. فيما يتعلق بالخدمات التي تستخدم جداول قوس قزح (مثل البحث عن كلمة المرور)، يستغرق الأمر عدة ثوانٍ لإزالة الحماية. بالإضافة إلى ذلك، يمكن لبرامج اختراق كلمات المرور أن تهاجم كلمات المرور (هجوم القوة العمياء) بمعدل مئات الآلاف من كلمات المرور في الثانية، مما لا يتيح لهم فقط فك تشفير مستند ولكن أيضًا العثور على كلمة المرور الأصلية.
في Excel 2003 / XP، يكون التشفير أفضل قليلاً - يمكن للمستخدم اختيار أي خوارزمية تشفير متوفرة في النظام (انظر موفر خدمة التشفير). بسبب CSP، لا يمكن فك تشفير ملف Excel، وبالتالي لا يمكن إزالة كلمة المرور لفتح، على الرغم من أن سرعة هجوم القوة العمياء تظل عالية جدًا. ومع ذلك، يتم تعيين خوارزمية Excel 97/2000 الأقدم افتراضيًا. لذلك، يفتقر المستخدمون الذين لم يغيروا الإعدادات الافتراضية إلى حماية موثوقة لمستنداتهم.
تغير الوضع بشكل جذري في Excel 2007، حيث بدأ استخدام خوارزمية معيار التشفير المتقدم الحديثة بمفتاح 128 بت لفك التشفير، واستخدم 50000-fold لوظيفة التجزئة SHA1 إلى تقليل سرعة هجمات القوة الغاشمة إلى مئات كلمات المرور لكل ثانيا. في Excel 2010، تمت زيادة قوة الحماية افتراضيًا مرتين بسبب استخدام SHA1 fold-100000 لتحويل كلمة مرور إلى مفتاح.

## تخزين البيانات والاتصالات

### عدد الصفوف والأعمدة
تحتوي إصدارات Excel التي تصل إلى 7.0 على قيود على حجم مجموعات البيانات الخاصة بها والتي تبلغ 16 كيلو (214= 16384) صفًا. يمكن للإصدارات 8.0 إلى 11.0 التعامل مع 64 كيلو بايت (216 = 65536)صفا و 256 عمودًا (28 كعلامة 'IV').
يمكن للإصدار 12.0 وما بعده، بما في ذلك الإصدار الحالي 16.x، التعامل مع أكثر من1 مليون (220 = 1048576) صفا و16384 (214 كعلامة 'XFD') عمودًا.

### تنسيقات الملفات
استخدم Microsoft Excel حتى إصدار 2007 تنسيق ملف ثنائي خاص يسمى تنسيق ملف Excel الثنائي (.XLS) كتنسيق أساسي له. يستخدم Excel 2007 تنسيق Office Open XML كتنسيق ملف أساسي، وهو تنسيق مستند إلى XML يتبع بعد تنسيق سابق مستند إلى لغة الترميز القابلة للامتداد يسمى «جدول بيانات الترميز القابلة للامتداد» ("XMLSS")، تم تقديمه لأول مرة في Excel 2002.
على الرغم من دعم وتشجيع استخدام التنسيقات الجديدة المستندة إلى XML كبدائل، ظل Excel 2007 متوافقًا مع الإصدارات السابقة للتنسيقات الثنائية التقليدية. بالإضافة إلى ذلك، يمكن لمعظم إصدارات Microsoft Excel قراءة CSV وDBF وSYLK وDIF والتنسيقات القديمة الأخرى. تمت إزالة دعم بعض تنسيقات الملفات القديمة في Excel 2007. كانت تنسيقات الملفات بشكل أساسي من البرامج المستندة إلى DOS